# I Leoni di Lissa
I Leoni di Lissa è un documentario del 2019 scritto e diretto da Nicolò Bongiorno.

## Trama
I Leoni di Lissa è un documentario prodotto dalla casa di produzione Allegria Films e, dopo il film Cervino – La montagna del mondo, costituisce il secondo capitolo della trilogia 3 Human Adventures dedicata alle esplorazioni umane. Il documentario ripercorre le vicende che caratterizzarono uno degli avvenimenti più importanti dell’epoca risorgimentale, la Battaglia di Lissa che nel 1866 vide fronteggiarsi la flotta dell’Impero austriaco e quella del Regno d’Italia. Gli approfondimenti storici, le ricerche scientifiche e l'intero lavoro documentaristico, che si snodano lungo tutto il film, confluiscono nella narrazione e nella ripresa dell’immersione subacquea intrapresa dal regista Nicolò Bongiorno e da un team di esperti (capitanato da Roberto Rinaldi e con la consulenza scientifica di Francesco Tiboni) alla scoperta della “Re d’Italia”, la corazzata ammiraglia della flotta italiana affondata durante lo scontro.

## Riconoscimenti
Firenze Archeofilm - (2019)
- Vincitore

Arkhaios Film Festival - (2019)
- Miglior film di archeologia subacquea

Rassegna del Documentario e della Comunicazione Archeologica di Licodia Eubea - (2019)
- Premio del pubblico

Vieste Archeofilm -  (2019)
- Vincitore

International Underwater Festival in Belgrade - (2019)
- Special award

Archaeology Film Festival Split - (2020)
- Vincitore

Agon International Festival - (2022)
- Special mention for the cinematography award
- Special mention for the archaeological film award
- Special mention for the Grand Prix award

Sardegna Archeofilm Festival - (2023)
- Vincitore